# Malá Lhota (Velká Lhota)
Malá Lhota je vesnice, část obce Velká Lhota v okrese Vsetín. Nachází se asi 1 km na západ od Velké Lhoty. Je zde evidováno 58 adres. Trvale zde žije 89 obyvatel.
Malá Lhota leží v katastrálním území Malá Lhota u Valašského Meziříčí o rozloze 2,22 km2.

## Historie
První písemná zmínka o obci pochází z roku 1411.

## Pamětihodnosti
- Zvonice